# Tomàs Telegdi
Tomàs Telegdi (? - † 1 de desembre de 1375) fou el trentavuitè arquebisbe d'Esztergom, membre de la noblesa hongaresa del segle xiv.

## Biografia
Tomàs Telegdi va néixer en una de les famílies hongareses més influents de la seva època, lleials al rei Carles I d'Hongria i al seu fill Lluís I d'Hongria. Tomàs era nebot de Csanád Telegdi i cosí de Nicolau Vásári, tots dos arquebisbes també d'Esztergom.
Fou doctor en dret eclesiàstic i el 1341 fou nomenat canonge d'Esztergom, el 8 de gener del 1359 gran prepòsit de nitra. Des del 1358 fou bisbe de Csanád, i aviat va ser nomenat arquebisbe de Kalocsa. El 1367 fou nomenat arquebisbe d'Esztergom, així com canceller reial, ofici que va ocupar fins al 1375. El 1368 envià frares franciscans a Bòsnia perquè hi convertissin els heretges, i el 1370 prengué part en la fundació de la diòcesi de Szeret.